# Maison Aimable Delune
Ne doit pas être confondu avec Maison Delune.
La Maison Aimable Delune est un bâtiment Art nouveau situé au numéro 41 de la rue Van Elewyck à Ixelles, une commune de Bruxelles en Belgique.

## Historique
La maison a été construite en 1902-1903 par l'architecte Aimable Delune pour son usage personnel.
Elle fait l'objet d'un classement au titre des monuments historiques depuis le 23 février 2006.

## Architecture

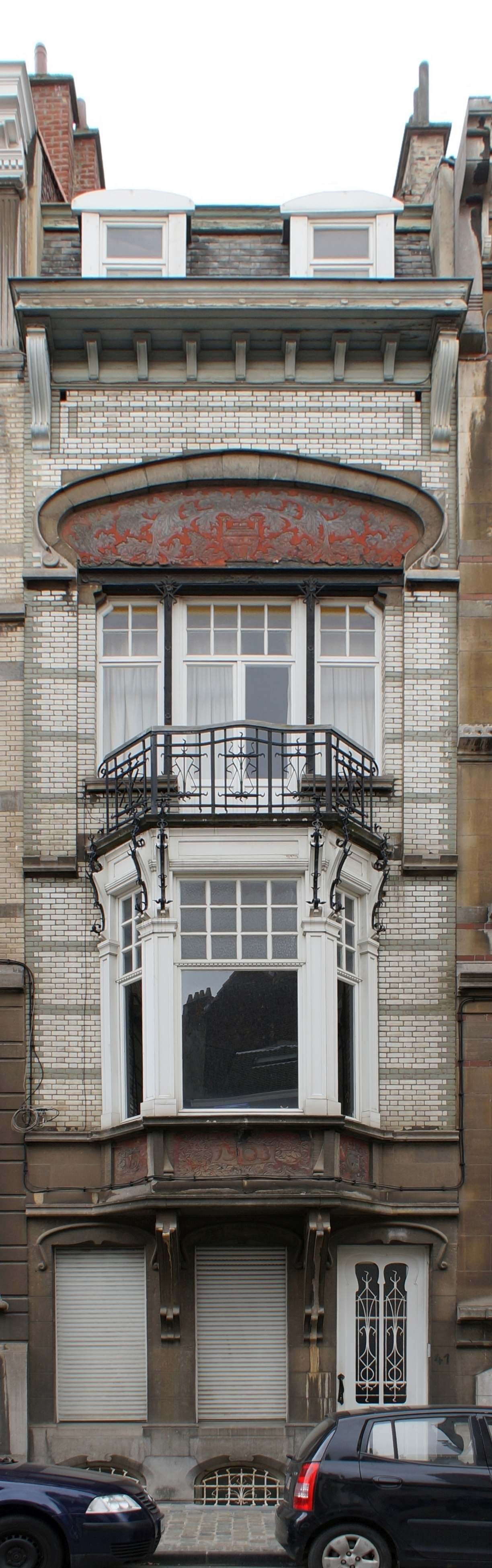
Maison Aimable Delune

### Polychromie de la façade
La façade de cette maison de deux étages séduit tout de suite par sa polychromie qui résulte de l'opposition entre briques blanches vernissées et sgraffites à dominante rouge.

### Rez-de-chaussée
Contrairement aux étages, le rez-de-chaussée est réalisé entièrement en pierre bleue. 
Il est percé d'une porte et de deux fenêtres surmontées chacune d'un larmier sculpté dans la pierre.

### Premier étage
Le premier étage est réalisé en briques vernissées blanches avec des bandes horizontales de briques de couleur grise.
Il est orné d'un grand oriel en bois à trois pans supporté par d'élégantes consoles Art nouveau qui prennent appui sur les trumeaux du rez-de-chaussée.
Les allèges de l'oriel sont ornées de remarquables sgraffites à dominante rouge.
Le sgraffite qui orne le panneau d'allège central porte le millésime de « 1903 » tandis que ceux qui ornent les panneaux latéraux portent les monogrammes « AD » d'Aimable Delune et « CV » de son épouse Catherine Varvenne.

### Deuxième étage
Le deuxième étage est percé d'une baie en triplet dont la partie centrale est constituée d'une double porte-terrasse précédée d'un balcon supporté par l'oriel de l'étage inférieur. Cette baie en triplet est surmontée d'un linteau en fer supporté par deux colonnettes en fer.
Au-dessus de ce linteau prend place un large arc surbaissé et outrepassé réalisé en pierre, dont le tympan est orné d'un sgraffite à dominante rouge très dégradé.